# Leofwine (évêque de Lichfield)
Pour les articles homonymes, voir Leofwine.
Leofwine est un prélat anglo-saxon du XIe siècle. Il est évêque de Lichfield de 1053 à 1070.

## Biographie
Leofwine est moine à l'abbaye de Coventry avant sa nomination comme évêque par le roi Édouard le Confesseur. Il refuse d'être sacré par l'archevêque de Cantorbéry Stigand et se rend à l'étranger pour être ordonné évêque. Il est contraint à la démission en 1070 et se retire à Coventry, où il meurt à une date inconnue.